# Список астероїдів (6601—6700)
| Назва                                | Тимчасове позначення | Дата відкриття    | Місце відкриття                   | Відкривач                                              |
| ------------------------------------ | -------------------- | ----------------- | --------------------------------- | ------------------------------------------------------ |
| (6601) 1988 XK1                      | 1988 XK1             | 7 грудня 1988     | Обсерваторія Кушіро               | Сейджі Уеда, Хіроші Канеда                             |
| 6602 Ґілкларк (Gilclark)             | 1989 EC              | 4 березня 1989    | Паломарська обсерваторія          | Е. Гелін                                               |
| 6603 Мерікреґґ (Marycragg)           | 1990 KG              | 19 травня 1990    | Паломарська обсерваторія          | Е. Гелін                                               |
| 6604 Іліас (Ilias)                   | 1990 QE8             | 16 серпня 1990    | Обсерваторія Ла-Сілья             | Ерік Вальтер Ельст                                     |
| 6605 Кармонтель (Carmontelle)        | 1990 SM9             | 22 вересня 1990   | Обсерваторія Ла-Сілья             | Ерік Вальтер Ельст                                     |
| 6606 Макіно (Makino)                 | 1990 UF              | 16 жовтня 1990    | Обсерваторія Ґейсей               | Тсутому Секі                                           |
| 6607 Мацушіма (Matsushima)           | 1991 UL2             | 29 жовтня 1991    | Обсерваторія Кітамі               | Кін Ендате, Кадзуро Ватанабе                           |
| 6608 Девідкреспі (Davidecrespi)      | 1991 VC4             | 2 листопада 1991  | Паломарська обсерваторія          | Е. Гелін                                               |
| (6609) 1992 BN                       | 1992 BN              | 28 січня 1992     | Обсерваторія Кушіро               | Сейджі Уеда, Хіроші Канеда                             |
| 6610 Бурвітц (Burwitz)               | 1993 BL3             | 28 січня 1993     | Станція JCPM Якіїмо               | Акіра Наторі, Такеші Урата                             |
| (6611) 1993 VW                       | 1993 VW              | 9 листопада 1993  | Паломарська обсерваторія          | Е. Гелін, Джеффрі Алу                                  |
| 6612 Хатіодзі (Hachioji)             | 1994 EM1             | 10 березня 1994   | Обсерваторія Яцуґатаке-Кобутізава | Йошіо Кушіда, Осаму Мурамацу                           |
| 6613 Вільямкарл (Williamcarl)        | 1994 LK              | 2 червня 1994     | Огляд Каталіна                    | Карл Гердженротер                                      |
| 6614 Антисфен (Antisthenes)          | 6530 P-L             | 24 вересня 1960   | Паломарська обсерваторія          | К. Й. ван Гаутен, І. ван Гаутен-Ґроневельд, Т. Герельс |
| 6615 Плутарх (Plutarchos)            | 9512 P-L             | 17 жовтня 1960    | Паломарська обсерваторія          | К. Й. ван Гаутен, І. ван Гаутен-Ґроневельд, Т. Герельс |
| 6616 Плотінос (Plotinos)             | 1175 T-1             | 25 березня 1971   | Паломарська обсерваторія          | К. Й. ван Гаутен, І. ван Гаутен-Ґроневельд, Т. Герельс |
| 6617 Боетіус (Boethius)              | 2218 T-1             | 25 березня 1971   | Паломарська обсерваторія          | К. Й. ван Гаутен, І. ван Гаутен-Ґроневельд, Т. Герельс |
| (6618) 1936 SO                       | 1936 SO              | 16 вересня 1936   | Ловеллівська обсерваторія         | Клайд Томбо                                            |
| 6619 Коля (Kolya)                    | 1973 SS4             | 27 вересня 1973   | КрАО                              | Черних Людмила Іванівна                                |
| 6620 Переґріна (Peregrina)           | 1973 UC              | 25 жовтня 1973    | Ціммервальдська обсерваторія      | Пауль Вільд                                            |
| 6621 Тимчук (Timchuk)                | 1975 VN5             | 2 листопада 1975  | КрАО                              | Смирнова Тамара Михайлівна                             |
| 6622 Матвієнко (Matvienko)           | 1978 RG1             | 5 вересня 1978    | КрАО                              | Черних Микола Степанович                               |
| (6623) 1979 MY2                      | 1979 MY2             | 25 червня 1979    | Обсерваторія Сайдинг-Спрінг       | Е. Гелін, Ш. Дж. Бас                                   |
| (6624) 1980 SG                       | 1980 SG              | 16 вересня 1980   | Обсерваторія Клеть                | Зденька Ваврова                                        |
| 6625 Найквіст (Nyquist)              | 1981 EX41            | 2 березня 1981    | Обсерваторія Сайдинг-Спрінг       | Ш. Дж. Бас                                             |
| 6626 Меттджендж (Mattgenge)          | 1981 EZ46            | 2 березня 1981    | Обсерваторія Сайдинг-Спрінг       | Ш. Дж. Бас                                             |
| (6627) 1981 FT                       | 1981 FT              | 27 березня 1981   | Обсерваторія Клеть                | Зденька Ваврова                                        |
| 6628 Донделія (Dondelia)             | 1981 WA1             | 24 листопада 1981 | Станція Андерсон-Меса             | Едвард Бовелл                                          |
| 6629 Куртц (Kurtz)                   | 1982 UP              | 17 жовтня 1982    | Станція Андерсон-Меса             | Едвард Бовелл                                          |
| 6630 Скептікус (Skepticus)           | 1982 VA1             | 15 листопада 1982 | Станція Андерсон-Меса             | Едвард Бовелл                                          |
| 6631 П'ятницький (Pyatnitskij)       | 1983 RQ4             | 4 вересня 1983    | КрАО                              | Журавльова Людмила Василівна                           |
| 6632 Скун (Scoon)                    | 1984 UX1             | 29 жовтня 1984    | Станція Андерсон-Меса             | Едвард Бовелл                                          |
| (6633) 1986 TR4                      | 1986 TR4             | 11 жовтня 1986    | Обсерваторія Брорфельде           | Поуль Єнсен                                            |
| (6634) 1987 KB                       | 1987 KB              | 23 травня 1987    | Обсерваторія де Кампінас          | Обсерваторія де Кампінас                               |
| 6635 Зубер (Zuber)                   | 1987 SH3             | 26 вересня 1987   | Паломарська обсерваторія          | Керолін Шумейкер, Юджин Шумейкер                       |
| 6636 Кінтанар (Kintanar)             | 1988 RK8             | 11 вересня 1988   | Смолян                            | Володимир Шкодров                                      |
| 6637 Іноуе (Inoue)                   | 1988 XZ              | 3 грудня 1988     | Обсерваторія Кітамі               | Кін Ендате, Кадзуро Ватанабе                           |
| (6638) 1989 CA                       | 1989 CA              | 2 лютого 1989     | Обсерваторія Йорії                | Масару Араї, Хіроші Морі                               |
| 6639 Марші (Marchis)                 | 1989 SO8             | 25 вересня 1989   | Обсерваторія Ла-Сілья             | Анрі Дебеонь                                           |
| 6640 Фалорні (Falorni)               | 1990 DL              | 24 лютого 1990    | Обсерваторія Сан-Вітторе          | Обсерваторія Сан-Вітторе                               |
| 6641 Бобросс (Bobross)               | 1990 OK2             | 29 липня 1990     | Паломарська обсерваторія          | Генрі Гольт                                            |
| 6642 Генце (Henze)                   | 1990 UE3             | 26 жовтня 1990    | Обсерваторія Ніхондайра           | Такеші Урата                                           |
| 6643 Морікубо (Morikubo)             | 1990 VZ              | 7 листопада 1990  | Обсерваторія Яцуґатаке-Кобутізава | Йошіо Кушіда, Осаму Мурамацу                           |
| 6644 Дзюґаку (Jugaku)                | 1991 AA              | 5 січня 1991      | Обсерваторія Кітамі               | Ацусі Такагасі, Кадзуро Ватанабе                       |
| 6645 Арсетрі (Arcetri)               | 1991 AR1             | 11 січня 1991     | Паломарська обсерваторія          | Е. Гелін                                               |
| 6646 Чуранта (Churanta)              | 1991 CA3             | 14 лютого 1991    | Паломарська обсерваторія          | Елеанор Гелін                                          |
| 6647 Жосс (Josse)                    | 1991 GG5             | 8 квітня 1991     | Обсерваторія Ла-Сілья             | Ерік Вальтер Ельст                                     |
| (6648) 1991 PM11                     | 1991 PM11            | 9 серпня 1991     | Паломарська обсерваторія          | Генрі Гольт                                            |
| 6649 Йокотатакао (Yokotatakao)       | 1991 RN              | 5 вересня 1991    | Станція JCPM Якіїмо               | Акіра Наторі, Такеші Урата                             |
| 6650 Морімото (Morimoto)             | 1991 RS1             | 7 вересня 1991    | Обсерваторія Кітамі               | Кін Ендате, Кадзуро Ватанабе                           |
| (6651) 1991 RV9                      | 1991 RV9             | 10 вересня 1991   | Паломарська обсерваторія          | Генрі Гольт                                            |
| (6652) 1991 SJ1                      | 1991 SJ1             | 16 вересня 1991   | Паломарська обсерваторія          | Генрі Гольт                                            |
| 6653 Файнінґер (Feininger)           | 1991 XR1             | 10 грудня 1991    | Обсерваторія Карла Шварцшильда    | Ф. Бернґен                                             |
| 6654 Лулео (Lulea)                   | 1992 DT6             | 29 лютого 1992    | Обсерваторія Ла-Сілья             | UESAC                                                  |
| 6655 Наґахама (Nagahama)             | 1992 EL1             | 8 березня 1992    | Обсерваторія Дінік                | Ацуші Суґіе                                            |
| 6656 Йокота (Yokota)                 | 1992 FF              | 23 березня 1992   | Обсерваторія Кітамі               | Кін Ендате, Кадзуро Ватанабе                           |
| 6657 Оцукьо (Otukyo)                 | 1992 WY              | 17 листопада 1992 | Обсерваторія Дінік                | Ацуші Суґіе                                            |
| 6658 Акіраабе (Akiraabe)             | 1992 WT2             | 18 листопада 1992 | Обсерваторія Кітамі               | Кін Ендате, Кадзуро Ватанабе                           |
| 6659 Піч (Pietsch)                   | 1992 YN              | 24 грудня 1992    | Обсерваторія Ніхондайра           | Такеші Урата                                           |
| 6660 Мацумото (Matsumoto)            | 1993 BC              | 16 січня 1993     | Обсерваторія Ґейсей               | Тсутому Секі                                           |
| 6661 Ікемура (Ikemura)               | 1993 BO              | 17 січня 1993     | Обсерваторія Кані                 | Йосікане Мідзуно, Тошімата Фурута                      |
| (6662) 1993 BP13                     | 1993 BP13            | 22 січня 1993     | Обсерваторія Кушіро               | Сейджі Уеда, Хіроші Канеда                             |
| 6663 Татебаясі (Tatebayashi)         | 1993 CC              | 12 лютого 1993    | Обсерваторія Оїдзумі              | Такао Кобаяші                                          |
| 6664 Тенньо (Tennyo)                 | 1993 CK              | 14 лютого 1993    | Обсерваторія Оїдзумі              | Такао Кобаяші                                          |
| 6665 Кагава (Kagawa)                 | 1993 CN              | 14 лютого 1993    | Обсерваторія Ніхондайра           | Такеші Урата                                           |
| 6666 Фро (Fro)                       | 1993 FG20            | 19 березня 1993   | Обсерваторія Ла-Сілья             | UESAC                                                  |
| 6667 Саннаймура (Sannaimura)         | 1994 EK2             | 14 березня 1994   | Обсерваторія Яцуґатаке-Кобутізава | Йошіо Кушіда, Осаму Мурамацу                           |
| (6668) 1994 GY8                      | 1994 GY8             | 11 квітня 1994    | Обсерваторія Кушіро               | Сейджі Уеда, Хіроші Канеда                             |
| 6669 Обі (Obi)                       | 1994 JA1             | 5 травня 1994     | Обсерваторія Кітамі               | Кін Ендате, Кадзуро Ватанабе                           |
| 6670 Воллек (Wallach)                | 1994 LL1             | 4 червня 1994     | Паломарська обсерваторія          | Керолін Шумейкер, Девід Леві                           |
| 6671 Конкарі (Concari)               | 1994 NC1             | 5 липня 1994      | Паломарська обсерваторія          | Е. Гелін                                               |
| 6672 Коро (Corot)                    | 1213 T-1             | 24 березня 1971   | Паломарська обсерваторія          | К. Й. ван Гаутен, І. ван Гаутен-Ґроневельд, Т. Герельс |
| 6673 Деґа (Degas)                    | 2246 T-1             | 25 березня 1971   | Паломарська обсерваторія          | К. Й. ван Гаутен, І. ван Гаутен-Ґроневельд, Т. Герельс |
| 6674 Сезанна (Cezanne)               | 4272 T-1             | 26 березня 1971   | Паломарська обсерваторія          | К. Й. ван Гаутен, І. ван Гаутен-Ґроневельд, Т. Герельс |
| 6675 Сіслей (Sisley)                 | 1493 T-2             | 29 вересня 1973   | Паломарська обсерваторія          | К. Й. ван Гаутен, І. ван Гаутен-Ґроневельд, Т. Герельс |
| 6676 Моне (Monet)                    | 2083 T-2             | 29 вересня 1973   | Паломарська обсерваторія          | К. Й. ван Гаутен, І. ван Гаутен-Ґроневельд, Т. Герельс |
| 6677 Ренуар (Renoir)                 | 3045 T-3             | 16 жовтня 1977    | Паломарська обсерваторія          | К. Й. ван Гаутен, І. ван Гаутен-Ґроневельд, Т. Герельс |
| 6678 Сера (Seurat)                   | 3422 T-3             | 16 жовтня 1977    | Паломарська обсерваторія          | К. Й. ван Гаутен, І. ван Гаутен-Ґроневельд, Т. Герельс |
| 6679 Гуржій (Gurzhij)                | 1969 UP1             | 16 жовтня 1969    | КрАО                              | Черних Людмила Іванівна                                |
| (6680) 1970 WD                       | 1970 WD              | 24 листопада 1970 | Гамбурзька обсерваторія           | Любош Когоутек                                         |
| 6681 Прокопович (Prokopovich)        | 1972 RU3             | 6 вересня 1972    | КрАО                              | Журавльова Людмила Василівна                           |
| 6682 Макарій (Makarij)               | 1973 ST3             | 25 вересня 1973   | КрАО                              | Журавльова Людмила Василівна                           |
| 6683 Караченцов (Karachentsov)       | 1976 GQ2             | 1 квітня 1976     | КрАО                              | Черних Микола Степанович                               |
| 6684 Володшевченко (Volodshevchenko) | 1977 QU              | 19 серпня 1977    | КрАО                              | Черних Микола Степанович                               |
| 6685 Бойтсов (Boitsov)               | 1978 QG2             | 31 серпня 1978    | КрАО                              | Черних Микола Степанович                               |
| 6686 Герніус (Hernius)               | 1979 QC2             | 22 серпня 1979    | Обсерваторія Ла-Сілья             | Клаес-Інґвар Лаґерквіст                                |
| 6687 Лахула (Lahulla)                | 1980 FN1             | 16 березня 1980   | Обсерваторія Ла-Сілья             | Клаес-Інґвар Лаґерквіст                                |
| 6688 Донмаккарті (Donmccarthy)       | 1981 ER17            | 2 березня 1981    | Обсерваторія Сайдинг-Спрінг       | Ш. Дж. Бас                                             |
| 6689 Флосс (Floss)                   | 1981 EQ24            | 2 березня 1981    | Обсерваторія Сайдинг-Спрінг       | Ш. Дж. Бас                                             |
| 6690 Мессік (Messick)                | 1981 SY1             | 25 вересня 1981   | Станція Андерсон-Меса             | Браян Скіфф                                            |
| 6691 Труссоні (Trussoni)             | 1984 DX              | 26 лютого 1984    | Обсерваторія Ла-Сілья             | Анрі Дебеонь                                           |
| (6692) 1985 HL                       | 1985 HL              | 18 квітня 1985    | Обсерваторія Клеть                | Зденька Ваврова                                        |
| (6693) 1986 CC2                      | 1986 CC2             | 12 лютого 1986    | Обсерваторія Ла-Сілья             | Анрі Дебеонь                                           |
| (6694) 1986 PF                       | 1986 PF              | 4 серпня 1986     | Паломарська обсерваторія          | INAS                                                   |
| 6695 Барреттдафф (Barrettduff)       | 1986 PD1             | 1 серпня 1986     | Паломарська обсерваторія          | Е. Гелін                                               |
| 6696 Еубанкс (Eubanks)               | 1986 RC1             | 1 вересня 1986    | Гарвардська обсерваторія          | Обсерваторія Ок-Ридж                                   |
| 6697 Челентано (Celentano)           | 1987 HM1             | 24 квітня 1987    | Обсерваторія Клеть                | Зденька Ваврова                                        |
| 6698 Малготра (Malhotra)             | 1987 SL1             | 21 вересня 1987   | Станція Андерсон-Меса             | Едвард Бовелл                                          |
| 6699 Іґауено (Igaueno)               | 1987 YK              | 19 грудня 1987    | Обсерваторія Ґейсей               | Тсутому Секі                                           |
| 6700 Кубішова (Kubisova)             | 1988 AO1             | 12 січня 1988     | Обсерваторія Клеть                | Зденька Ваврова                                        |

| Астероїди 1—10000 → |           |           |           |           |           |           |           |           |            |
| 1—100               | 1001—1100 | 2001—2100 | 3001—3100 | 4001—4100 | 5001—5100 | 6001—6100 | 7001—7100 | 8001—8100 | 9001—9100  |
| 101—200             | 1101—1200 | 2101—2200 | 3101—3200 | 4101—4200 | 5101—5200 | 6101—6200 | 7101—7200 | 8101—8200 | 9101—9200  |
| 201—300             | 1201—1300 | 2201—2300 | 3201—3300 | 4201—4300 | 5201—5300 | 6201—6300 | 7201—7300 | 8201—8300 | 9201—9300  |
| 301—400             | 1301—1400 | 2301—2400 | 3301—3400 | 4301—4400 | 5301—5400 | 6301—6400 | 7301—7400 | 8301—8400 | 9301—9400  |
| 401—500             | 1401—1500 | 2401—2500 | 3401—3500 | 4401—4500 | 5401—5500 | 6401—6500 | 7401—7500 | 8401—8500 | 9401—9500  |
| 501—600             | 1501—1600 | 2501—2600 | 3501—3600 | 4501—4600 | 5501—5600 | 6501—6600 | 7501—7600 | 8501—8600 | 9501—9600  |
| 601—700             | 1601—1700 | 2601—2700 | 3601—3700 | 4601—4700 | 5601—5700 | 6601—6700 | 7601—7700 | 8601—8700 | 9601—9700  |
| 701—800             | 1701—1800 | 2701—2800 | 3701—3800 | 4701—4800 | 5701—5800 | 6701—6800 | 7701—7800 | 8701—8800 | 9701—9800  |
| 801—900             | 1801—1900 | 2801—2900 | 3801—3900 | 4801—4900 | 5801—5900 | 6801—6900 | 7801—7900 | 8801—8900 | 9801—9900  |
| 901—1000            | 1901—2000 | 2901—3000 | 3901—4000 | 4901—5000 | 5901—6000 | 6901—7000 | 7901—8000 | 8901—9000 | 9901—10000 |